# Fruchtkaramelle
Fruchtkaramellen, auch Fruchtkaubonbons genannt, sind ein vor allem aus Zucker und Glukosesirup bestehendes Weichbonbon, die zäh sind und eine kaubare Konsistenz haben. Bekannte Marken in Deutschland sind die Böhme Fruchtkaramellen (Delitzscher Schokoladenfabrik), Fritt (Krüger), Maoam (Haribo) oder Mamba (August Storck). Böhme Fruchtkaramellen werden bei Karnevalsumzügen als Kamelle von den Wägen den Zuschauern zugeworfen und deshalb zu dieser Jahreszeit am stärksten verkauft. In Österreich wurden die flachen Quader nach der Süßwarenfirma auch Stollwerk oder Stollwerck genannt; die Produktion wurde 2013 eingestellt.
Fruchtkaramellen bestehen vor allem aus Wasser, Zucker, Glukosesirup, Fett, Invertzucker, Früchten, Säuerungsmitteln, Lebensmittelfarbstoffen und Aromastoffen. Im Vergleich zu Hartkaramellen haben Fruchtkaramellen einen höheren Feuchtigkeitsgehalt und enthalten immer Fett. Oft wird ihnen auch mehr Gelatine zugesetzt. Zur Verbesserung der Kaueigenschaften und zum Absenken der Dichte werden sie meistens mit Luft aufgeschlagen. Die fertigen Bonbons werden meist einzeln in Folie oder Papier eingewickelt.